# Umberto Terracini
Pour les articles homonymes, voir Terracini.
Umberto Elia Terracini, né le 27 juillet 1895 à Gênes et mort le 6 décembre 1983 à Rome, est un homme politique et antifasciste italien, président de l'Assemblée constituante de la République italienne. Membre du Parti communiste italien dont il a été un des principaux fondateurs en 1920, il est également sénateur pendant près de 39 ans.

## Biographie

### Origines familiales et formation politique
Umberto Elia Terracini naît le 27 juillet 1895 à Gênes de Jair Terracini et Adele Segre, tous deux des Juifs italiens originaires du Piémont. Ses grands-parents paternels étaient des commerçants ambulants de pain vivant dans la province d'Asti qui avaient réussi à bien gagner leur vie et ainsi à partir habiter à Gênes où ils s'étaient lancés dans le textile. Jair Terracini avait ainsi grandi dans une famille génoise aisée et s'était diplômé en génie civil avant d'épouser une autre juive de la petite bourgeoisie, Adele Segre.
En 1899, alors qu'Umberto a quatre ans, Jair meurt prématurément en laissant le soin à sa femme d'élever seule leurs trois enfants : Amadio, Umberto et Margherita. La fratrie orpheline part donc avec leur mère habiter à Turin, d'où elle est originaire.

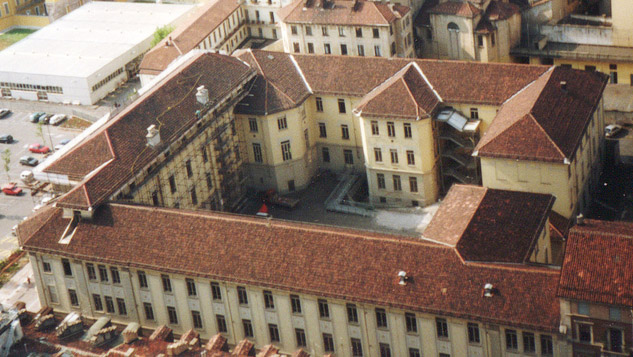
Le lycée classique Vincenzo Gioberti, où étudie le jeune Umberto.

Après avoir terminé son école élémentaire, il fréquente sur le souhait de sa mère une école hébraïque bien que lui-même ne se déclare pas religieux. Pendant cette période, il devient également un ami proche de son cousin maternel Elia Segre, jeune socialiste anticlérical qui lui fait lire des journaux comme Critica Sociale, fondé par Filippo Turati, ou le quotidien satirique L'Asino. Il commence alors à adhérer au thèse de la gauche socialiste, mais c'est sa rencontre avec Angelo Tasca, futur journaliste communiste italien, alors qu'il entre au lycée classique Vincenzo Gioberti de Turin, qui détermine réellement son orientation politique.
En 1911, Umberto Terracini s'inscrit aux Faisceaux de la jeunesse socialiste. Dès cette époque, il se fait connaître pour son fort militantisme anti-colonial. Un an plus tard, en 1912, il devient le secrétaire de sa section. Parallèlement, il obtient sa maturité et part étudier à la faculté de Jurisprudence de l'Université de Turin. En août 1914, il grimpe encore des échelons et devient secrétaire provincial.
Le 15 septembre 1916, il tient une réunion à Trino où il s'oppose à l'entrée en guerre de l'Italie dans la Première Guerre mondiale et soutient le pacifisme. Cette réunion lui vaut une arrestation et un mois de prison, au terme duquel il est enrôlé dans l'infanterie. À la fin de la guerre, il continue ses études de droit et en 1919, on le retrouve assistant dans un cabinet d'avocat. Il reprend aussi contact avec ses anciens camarades politiques, notamment Angelo Tasca, Palmiro Togliatti et Antonio Gramsci. Le 1er mai 1919, ils fondent tous les quatre la revue culturelle socialiste L'Ordine Nuovo. Rapidement, avec ses amis cofondateurs, il s'oppose à la lignée directrice du Parti socialiste italien, qu'il considère pas assez engagé, et soutiennent les conseils ouvriers.

### Fondation du Parti communiste
Comme conséquence de la Révolution russe de 1917, de plus en plus d'Italiens auparavant socialistes ou simplement de gauche adhèrent aux idées marxistes de lutte des classes. Cela culmine pendant le Biennio rosso (en français « les deux années rouges »), période allant de 1919 à 1920 pendant laquelle se produisent de nombreuses mobilisations paysannes, grèves et manifestations ouvrières, occupations de terrains et d'usines ainsi que des tentatives d'autogestion à travers toute l'Italie, mais principalement dans le nord du pays. Cette agitation, mené par des leaders de l'aile gauche du Parti socialiste italien comme Terracini, mais aussi ses anciens collaborateurs comme Antonio Gramsci ou Amadeo Bordiga, fait notamment craindre au gouvernement libéral une possible révolution communiste en Italie et une des réponses des milieux conservateurs et nationalistes italiens sera d'ailleurs le fascisme.
Le Biennio rosso marque également le début de la montée inexorable de tensions au sein du Parti socialiste italien, tensions déjà ressenties dans les pages du quotidien L'Ordine Nuovo. Le 28 septembre 1920, la direction du Parti socialiste se divise entre les membres souhaitant suivre l'ancienne ligne directrice du parti et ceux, dirigés par Umberto Terracini, qui adhèrent aux idées de l'Internationale communiste.
Du 15 au 21 janvier 1921, lors du Congrès de Livourne (officiellement le XVIIe Congrès du Parti socialiste italien), les tensions entre révolutionnaires et réformistes sont à leur comble. Un vote a alors lieu qui marque, le 21 janvier, la naissance du Parti communiste d'Italie, scission du Parti socialiste. Le même jour a aussi lieu le 1er Congrès du Parti communiste pendant lequel Umberto Terracini s'impose comme un des nouveaux leaders du parti naissant. Il est, à ce titre, un des cinq membres composant le premier Comité Exécutif du parti avec Amadeo Bordiga (premier Secrétaire général), Bruno Fortichiari, Ruggero Grieco et Luigi Repossi.

### Période fasciste et Libération
En 1921, il est élu député pour le Parti communiste d'Italie puis est réélu en 1924. Toutefois, avec l’avènement du fascisme, il est mis sur liste noire puis est arrêté en septembre 1926 à Milan aux côtés de deux autres communistes, Rosolino Ferragni et Aladino Bibolotti. En 1928, il est amené devant le Tribunal spécial pour la sécurité de l’État, organe du régime fasciste de Mussolini chargé des opposants politiques, lors d'un célèbre procès où comparaissent les majeurs leaders de l'ex-Parti communiste tel Antonio Gramsci, après que tous les partis italiens ont été supprimés pour faire du Parti national fasciste le parti-unique.
Umberto Terracini est ainsi condamné à 22 ans et 9 mois de prison. Il passe 11 ans en prison à Rome puis, en 1937, il est envoyé au bagne sur l'île de Ponza puis enfin sur l'île de Santo Stefano, face à Ventotene, où sont aussi incarcérés le futur président de la République italienne Sandro Pertini ainsi qu'Altiero Spinelli, un des Pères de l'Europe. En prison, il garde des contacts avec des communistes clandestins libres et fait savoir aux membres de son parti ses critiques envers le Pacte germano-soviétique, qui le mettront pendant quelque temps en froid avec les résistants communistes italiens.
Terracini est libéré en 1943 peu après le débarquement allié en Italie du Sud. Il part alors vers la Suisse et participe à la libération du nord de l'Italie. Jouissant toujours d'une très grande popularité au sein de la gauche, il est nommé Secrétaire général du gouvernement provisoire de la République partisane de l'Ossola, qui a existé entre septembre 1944 et octobre 1944.

### Période politique
En 1946, il est élu député, puis vice-président de l'Assemblée constituante de la République italienne, l'organe du pouvoir italien dont le but était de rédiger la Constitution après que la monarchie a été abolie à la fin de la Seconde Guerre mondiale, et ancêtre du Parlement de la République italienne. L'année suivante, le socialiste Giuseppe Saragat se démet de ses fonctions et Umberto Terracini devient le premier communiste à être président de l'Assemblée constituante le 8 février 1947. En cette qualité, il fait partie des trois signataires de la nouvelle Constitution, qui posera les bases politiques de la République italienne, aux côtés du chef de l’État Enrico De Nicola et du président du Conseil des ministres Alcide De Gasperi.
Le 31 janvier 1948, il se démet de ses fonctions de président de l'Assemblée constituante et Giovanni Gronchi lui succède. Il demeure toutefois sénateur ainsi que député italien (il siégeait aux deux chambres), charge obtenue en mai 1948 et qu'il conserve jusqu'à sa mort en 1983.
En 1956, après le rapport de Nikita Khrouchtchev sur les crimes staliniens et alors que les divers partis communistes à travers le monde sont appelés à condamner ces « erreurs », Umberto Terracini devient célèbre pour avoir promu une dure et complète autocritique du régime soviétique en devenant ainsi un des premiers communistes occidentaux à l'avoir fait.
En 1962, puis en 1964, il est candidat à la présidence de la République italienne, mais il se retire les deux fois face à un autre candidat communiste. Dans les années 1970, il soutient divers leaders de la gauche extraparlementaire condamnés pour leurs activités, ainsi que des communistes anti-staliniens envoyés au goulag dont il demande la libération.
Umberto Terracini meurt le 6 décembre 1983 à Rome, à l'âge de 88 ans. Il est enterré au cimetière de Cartosio, petite commune du Piémont comptant moins de 800 habitants, où se réunissent chaque année des personnalités politiques pour célébrer l'anniversaire de sa mort.